# Englee (Terra Nova e Labrador)
Englee (Terra Nova e Labrador) é uma pequena cidade, no lado leste da Grande Península do Norte, em um porto abrigado no promontório norte da Baía do Canadá, na província canadense de Terra Nova e Labrador. De acordo com o censo canadense de 2016, a cidade tinha uma população de 527 habitantes.